# Francesc Xavier Garcia Pimienta
Francesc Xavier Garcia Pimienta (Barcelona, 3 d'agost de 1974) és un exfutbolista català, actualment entrenador de futbol.
Ha format part del FC Barcelona durant més de 25 anys: 12 anys com a jugador (sota la influència del model Cruyff) i més de 17 anys com a entrenador al futbol base, per la qual cosa coneix bé el model de joc del Barça.

## Carrera esportiva

### Com a jugador
Com a jugador ocupava la posició de davanter. Va jugar dotze temporades als equips del futbol base del FC Barcelona i es va formar al planter del FC Barcelona B, formant part de la reconeguda "Quinta del Mini" juntament amb Iván de la Peña, Albert Celades, Quique Álvarez, Juan Carlos Moreno, Roger García, Toni Velamazán, Arnau o Arpón, entre d'altres. Va esclatar a la temporada 95/96, en la qual va marcar 8 gols en 35 partits i va debutar amb el primer equip en partit de lliga contra el Deportivo de La Corunya. La temporada següent marxa cedit al CF Extremadura a 1a divisió, on una greu lesió el deixa quasi en blanc. La resta de la seua carrera continuaria en equips de Segona B i Tercera, com la UE Figueres, el CE L'Hospitalet i la UE Sant Andreu.

### Com a entrenador
Després de la seua retirada, ha continuat vinculat al món del futbol a les categories inferiors del FC Barcelona, dirigint equips com el Barça B i contribuint a la tasca formativa de nombrosos jugadors com ara Messi, Piqué, Cesc, Thiago, Sergi Roberto, Bartra, Munir, Cuenca, Bellerín, Aleñà, Ansu Fati o Carles Pérez.
La temporada 2017-2018 es va proclamar, amb el juvenil A, campió d'Europa de juvenils guanyant a Nion la Uefa Youth League. El 25 d'abril de 2018 fou nomenat entrenador del Barça B, després del cessament de Gerard López. El club el va destituir per sorpresa el juny de 2021 i el va rellevar Sergi Barjuan.
El 24 de gener de 2022, la Unión Deportiva Las Palmas va presentar a Garcia Pimienta com a nou entrenador.
Al juny de 2024 fitxa pel Sevilla Futbol Club.